# Scott Bradley
Scott Bradley (Russellville, Arkansas, 1891. november 26. – Chatsworth, Kalifornia, 1977. április 27.) amerikai zeneszerző, zongorista, karmester.
Bradley szerezte a Metro-Goldwyn-Mayer (MGM) stúdió moziban vetített rajzfilmjeinek zenéjét, így többek közt a Hanna-Barbera-páros által rendezett Tom és Jerry sorozatét (az 1940 és 1958 közt készült, 114 darab klasszikus rövidfilmből 113-ét), a Droopy Dog összes (24) epizódjáét, a Barney Bear összes (26) epizódjáét és néhány Tex Avery-műét is. Átiratot készített Liszt Ferenc 2. magyar rapszódiájából a Tom és Jerry rajzfilmsorozat Zongorakoncert című rajzfilmepizódjának részére, amit John Crown játszott el, de néhol besegített ő is a teltebb hangzás érdekében.
Bradley konzervatóriumot végzett zeneszerző és zongorista volt. 1934-ben kezdett filmzenét írni Hugh Harman és Rudolf Ising rajzfilmjeihez az MGM-nél. Miután a stúdió 1937-ben megalapította önálló animációs részlegét, Bradley azonnal munkatárs lett, s 1957-ig, visszavonulásáig az MGM-nél maradt.
Korai műveiben ismert pop- és népdalokból vett idézetek fordultak elő (ez akkoriban bevett szokás volt a rajzfilmek zenéjében). A negyvenes évek végére azonban Bradley kompozíciói és hangszerelései mind eredetibbek és összetettebbek lettek, s műveiben megjelentek az Arnold Schönberg által kidolgozott dodekafón megoldások is. Schönbergen kívül hatással volt Bradley-re Bartók Béla, Igor Stravinsky és Paul Hindemith munkássága is. "Scott szerzi a legnehezebb hegedűzenét Hollywoodban" - ezek Lou Raderman koncertmester szavai a Sight & Sound magazin interjújában, majd hozzáteszi: "el fogja törni az ujjaimat".
Bradley nagyra értékelte a "vicces zenét", s több lehetőséget látott a rajzfilmekben mint az élőszereplős mozikban.

Művei egyelőre nem jelentek meg nyomtatásban.
Bradley 1957-ben vonult vissza, miután az MGM animációs részlege megszűnt. 1977. április 12-én hunyt el Chatsworthben, Kaliforniában.